# Refugi del Petit Mont Cenis
El refugi del Petit Mont Cenis és un refugi de muntanya situat a França, al departament de la Savoia (regió de Roine-Alps).
Està a 2.100 msnm, al massís del Mont Cenis, prop del coll del Petit Mont Cenis, que al seu torn és proper al pas del Mont Cenis

## Història
El refugi està en una vella granja de muntanya, transformada el 1987.

## Ascensions
- Mont Froid (2.819 msnm)
- Signal du Petit Mont-Cenis (3.173 msnm)
- Les Dents d'Ambin (3.372 msnm)
- Mont d'Ambin (3.378 msnm)
- Mont Giusalet (3.312 msnm)

## Travesses
- Refugi d'Ambin (2.270 msnm)
- Refugi Avanzà (2.578 msnm)
- Refugi Luigi Vaccarone (2.747 msnm)